# Remember (High and Mighty Color)
Remember è il quindicesimo singolo degli High and Mighty Color, e l'ultimo con la cantante Mākii. È stato pubblicato il 15 ottobre 2008.

## Il disco
È l'ultimo singolo della band a contenere parti vocali di Mākii, che lasciò la band a dicembre. Il video della canzone venne girato nell'isola di Guam in due settimane, tra il 1º e il 15 settembre 2008, ed originariamente pubblicato solo sul sito della band. Il b-side del singolo, Hana Fubuki, è descritto dalla band sul loro sito come "una toccante ballata".
La title track e il videoclip della stessa vennero successivamente inseriti nella raccolta BEEEEEEST.

## Lista tracce
Testi e musiche degli High and Mighty Color.
1. Remember  – 4:39
2. Hana Fubuki (花ふぶき?) – 5:37
3. PRIDE 〜Live Mix 2008〜 – 4:39
4. Remember (Instrumental) – 4:39

## Formazione
- Mākii – voce
- Yūsuke – seconda voce
- Kazuto – chitarra solista
- MEG – chitarra ritmica
- Mai Hoshimura – tastiere
- Mackaz – basso
- SASSY – batteria